# Нортвілл (Мічиган)
Нортвілл (англ. Northville) — місто (англ. city) в США, в округах Окленд і Вейн штату Мічиган. Населення — 6119 осіб (2020).

## Географія
Нортвілл розташований за координатами 42°26′10″ пн. ш. 83°29′18″ зх. д. / 42.43611° пн. ш. 83.48833° зх. д. (42.436126, -83.488385).  За даними Бюро перепису населення США в 2010 році місто мало площу 5,35 км², з яких 5,30 км² — суходіл та 0,05 км² — водойми.

## Демографія
Згідно з переписом 2010 року, у місті мешкало 5970 осіб у 2596 домогосподарствах у складі 1643 родин. Густота населення становила 1116 осіб/км².  Було 2767 помешкань (517/км²).
Расовий склад населення:
| - 93,7 % — білих - 2,6 % — азіатів - 1,6 % — чорних або афроамериканців - 0,1 % — корінних американців |

До двох чи більше рас належало 1,4 %. Частка іспаномовних становила 2,2 % від усіх жителів.
За віковим діапазоном населення розподілялося таким чином: 22,0 % — особи молодші 18 років, 61,9 % — особи у віці 18—64 років, 16,1 % — особи у віці 65 років та старші. Медіана віку мешканця становила 45,3 року. На 100 осіб жіночої статі у місті припадало 91,8 чоловіків;  на 100 жінок у віці від 18 років та старших — 89,9 чоловіків також старших 18 років.
Середній дохід на одне домашнє господарство  становив 138 333 долари США (медіана — 95 478), а середній дохід на одну сім'ю — 174 002 долари (медіана — 115 877). Медіана доходів становила 81 667 доларів для чоловіків та 62 401 долар для жінок. За межею бідності перебувало 5,9 % осіб, у тому числі 7,6 % дітей у віці до 18 років та 5,9 % осіб у віці 65 років та старших.
Цивільне працевлаштоване населення становило 3006 осіб. Основні галузі зайнятості: освіта, охорона здоров'я та соціальна допомога — 22,8 %, науковці, спеціалісти, менеджери — 19,2 %, виробництво — 19,0 %.